# Alberta Vaughn
Pour l’article homonyme, voir Vaughn.

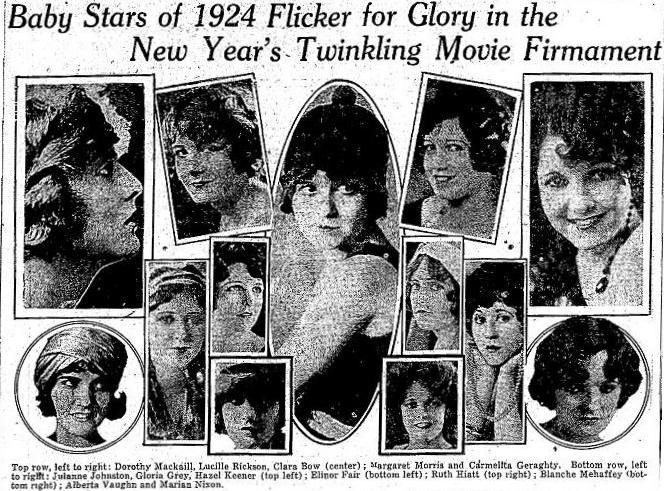
Alberta Vaughn en bas de l'affiche des Wampas Baby Stars 1924.

Alberta Vaughn est une actrice américaine née le 27 juin 1904 à Ashland (Kentucky) et morte le 26 avril 1992 à Studio City, Los Angeles (Californie).

## Biographie
Sœur d'Adamae Vaughn (1905-1943), également actrice, Alberta Vaughn arrive à Hollywood à 16 ans, après avoir été élue « la plus belle fille du Kentucky. » Buster Keaton lui fait rencontrer Mack Sennett, qui la fait jouer dans plusieurs de ses films.
Elle joue le rôle principal dans plusieurs films auprès de Harry Langdon ou Clyde Cook. En 1924, elle est nommée parmi les WAMPAS Baby Stars, en même temps que Clara Bow. Mais son statut de vedette ne dure pas. En 1934, elle quitte le cinéma lorsqu'elle se marie avec un assistant réalisateur, Joseph E. Egli.

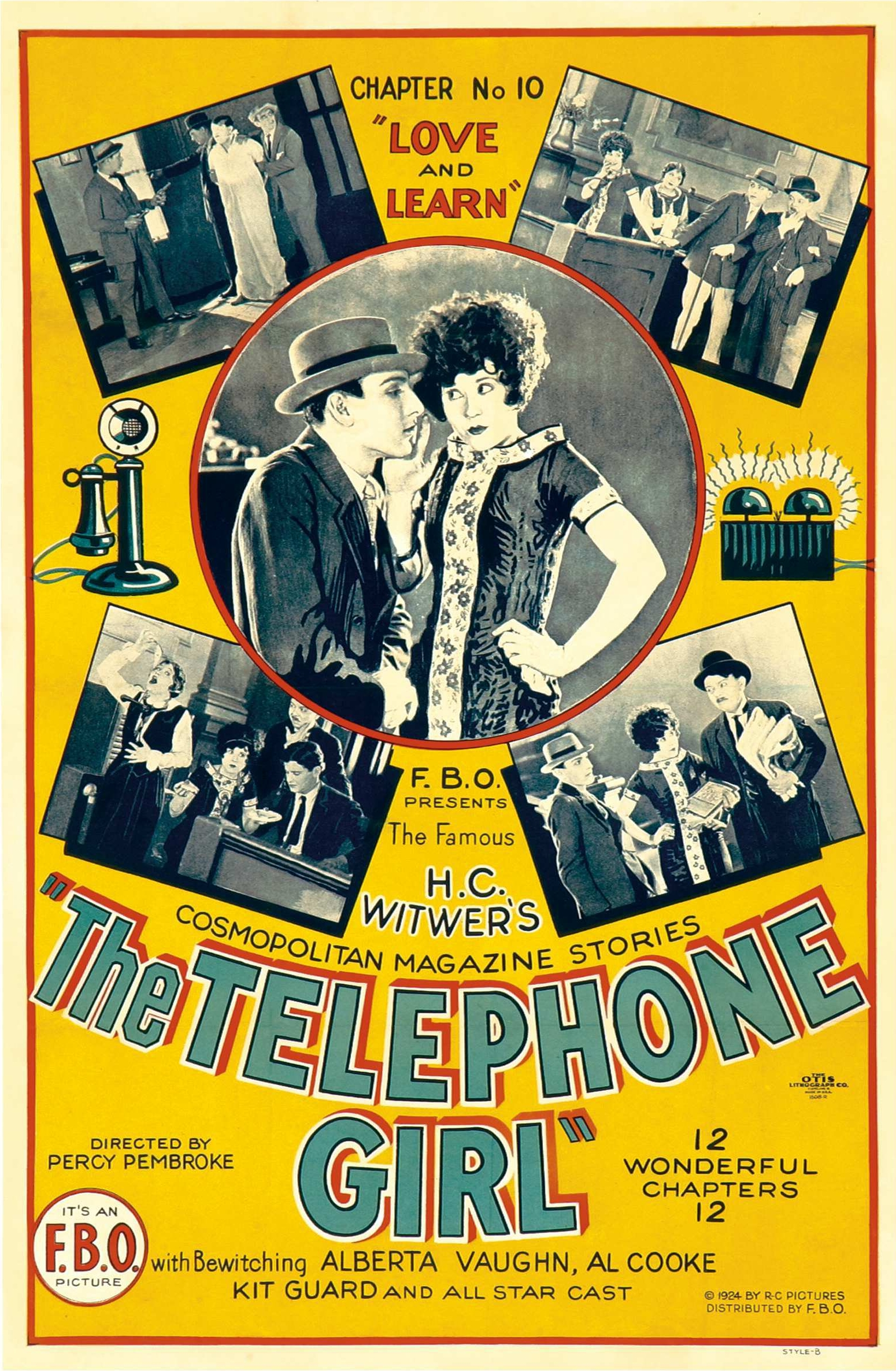
Affiche de la série The Telephone Girl (1924).

## Filmographie
- 1922 : Women First de Fred Hackert
- 1923 : Skylarking de Roy Del Ruth
- 1923 : Down to the Sea in Shoes de Del Lord
- 1923 : Rough and Ready de William Campbell
- 1923 : Flip Flops de Roy Del Ruth
- 1923 : Nip and Tuck de Roy Del Ruth
- 1923 : Une partie de plaisir (A Friendly Husband de John G. Blystone
- 1924 : Who's Hooligan de Del Andrews
- 1924 : The Going of Cumming de Del Andrews
- 1924 : William Tells de Malcolm St. Clair
- 1924 : Picking Peaches d'Erle C. Kenton
- 1924 : Money to Burns de Malcolm St. Clair
- 1924 : And Never the Trains Shall Meet de Del Andrews
- 1924 : A Kick for Cinderella de Del Andrews
- 1924 : In the Knicker Time de Del Andrews
- 1924 : Fire When Ready de Del Andrews
- 1924 : A Miss in the Dark de Del Andrews
- 1924 : The Square Sex de Malcolm St. Clair
- 1924 : King Leary de Malcolm St. Clair
- 1924 : Love and Learn de Percy Pembroke
- 1924 : Bee's Knees de Malcolm St. Clair
- 1924 : Hello and Good-Bye
- 1924 : Faster Foster de Herman C. Raymaker
- 1924 : Getting Going de Del Andrews
- 1924 : For the Love of Mike de Malcolm St. Clair
- 1924 : Sherlock's Home de Malcolm St. Clair
- 1924 : Smile Please de Roy Del Ruth
- 1924 : Julius Sees Her de Malcolm St. Clair
- 1924 : When Knighthood Was in Tower de Malcolm St. Clair
- 1925 : The Way of a Maid de Del Andrews
- 1925 : Ain't Love Grand? de Del Andrews
- 1925 : The Sleeping Cutie de Del Andrews
- 1925 : Playing with Fire de Del Andrews
- 1925 : Three Bases East de Wesley Ruggles
- 1925 : Welcome Granger de Wesley Ruggles
- 1925 : He Who Gets Rapped de Wesley Ruggles
- 1925 : Twins de Scott Pembroke
- 1925 : Don Coo-Coo de Wesley Ruggles
- 1925 : The Merry Kiddo de Wesley Ruggles
- 1925 : Madam Sans Gin de Wesley Ruggles
- 1925 : Barbara Snitches de Wesley Ruggles
- 1925 : Miss Me Again de Wesley Ruggles
- 1925 : The Great Decide de Wesley Ruggles
- 1925 : Twin de Percy Pembroke
- 1925 : What Price Gloria? de Wesley Ruggles
- 1925 : Plus fort que Sherlock Holmes (The Sleuth) de Harry Sweet (en)
- 1925 : Merton of the Goofies de Wesley Ruggles
- 1925 : The Fast Male de Wesley Ruggles
- 1925 : The Covered Flagon de Wesley Ruggles
- 1926 : Twelve Smiles Out de Ralph Ceder
- 1926 : The Big Charade de Ralph Ceder
- 1926 : Roll Your Own de Ralph Ceder
- 1926 : Whiskering Chorus de Ralph Ceder
- 1926 : Up and Wooing de Ralph Ceder
- 1926 : The Lightning Slider de Ralph Ceder
- 1926 : Sock Me to Sleep de Ralph Ceder
- 1926 : When Sallys Irish Rose de Ralph Ceder
- 1926 : Collegiate de Del Andrews
- 1926 : The Adorable Deceiver de Phil Rosen
- 1926 : Mazie's Married de Ralph Ceder
- 1926 : It's a Buoy de Ralph Ceder
- 1926 : Plane Jane de Ralph Ceder
- 1926 : Smoldering Tires de Ralph Ceder
- 1926 : Fighting Hearts de Ralph Ceder
- 1926 : All's Swell That Ends Swell de Ralph Ceder
- 1927 : The Drop Kick de Millard Webb
- 1927 : Backstage de Phil Goldstone
- 1927 : Uneasy Payments de David Kirkland
- 1927 : Sinews of Steel de Frank O'Connor
- 1927 : Ain't Love Funny? de Del Andrews
- 1927 : The Romantic Age de Robert Florey
- 1928 : Skyscraper de Howard Higgin
- 1928 : Watch Your Pep de Ralph Ceder
- 1928 : Old Age Handicap de Frank S. Mattison
- 1928 : That Wild Irish Pose de Ralph Ceder
- 1928 : Mild but She Satifies de Ralph Ceder
- 1928 : The Naughty Forties de Ralph Ceder
- 1928 : The Sweet Buy and Buy de Ralph Ceder
- 1928 : Ruth Is Stranger than Fiction de Ralph Ceder
- 1928 : Jessie's James de Ralph Ceder
- 1928 : The Six Best Fellows de Ralph Ceder
- 1928 : Broadway Ladies de Ralph Ceder
- 1928 : The Arabian Fights de Ralph Ceder
- 1928 : Wages of Synthetic de Al Herman
- 1928 : Forbidden Hours de Harry Beaumont
- 1928 : You Just Know She Dares 'Em de Ralph Ceder
- 1929 : Voisins ennemis (Noisy Neighbors) de Charles Reisner
- 1929 : Molly and Me d'Albert Ray
- 1929 : Points West (en) d'Arthur Rosson
- 1929 : As You Mike It de Al Herman
- 1929 : Meet the Quince de Al Herman
- 1929 : Love's Labor Found de Ralph Ceder
- 1929 : La Revue des revues (The Show of Shows) de John G. Adolfi
- 1929 : They Shall Not Pass Out de Ralph Ceder
- 1929 : The Captain of His Roll
- 1930 : The Sleeping Cutie de Lewis R. Foster
- 1930 : Old Vamps for New de Phil Whitman
- 1930 : The Dear Slayer de Phil Whitman
- 1930 : Cash and Marry de Lewis R. Foster
- 1930 : The Land of the Sky Blue Daughters de Lewis R. Foster
- 1930 : Lost and Foundered de Phil Whitman
- 1930 : The Setting Son de Lewis R. Foster
- 1931 : Wild Horse de Richard Thorpe
- 1931 : Spell of the Circus de Robert F. Hill
- 1931 : The Love Bargain de Arvid E. Gillstrom
- 1931 : Working Girls de Dorothy Arzner
- 1931 : Speed de Mack Sennett
- 1931 : Eventually but Not Now de Lewis R. Foster
- 1932 : Daring Danger (en) de D. Ross Lederman
- 1932 : Midnight Morals (en) de E. Mason Hopper
- 1932 : Les Danseurs dans la nuit (Dancers in the Dark) de David Burton
- 1932 : Love in High Gear de Frank Strayer
- 1933 : Dance Hall Hostess de B. Reeves Eason
- 1933 : Crook's Tour de Robert F. McGowan
- 1933 : Alimony Madness de B. Reeves Eason
- 1933 : Emergency Call de Edward L. Cahn
- 1934 : Randy le solitaire (Randy Rides Alone) de Harry L. Fraser
- 1935 : The Laramie Kid de Harry S. Webb
- 1935 : The Live Wire de Harry S. Webb